# Грут
Грут (англ. Groot) — персонаж комиксов издательства Marvel Comics, придуманный Стэном Ли, Джеком Кёрби и Диком Эйрсом. Является внеземным деревоподобным гуманоидом, обладающим высоким уровнем интеллекта.
Первоначально Грут, по замыслу создателей, должен был быть захватчиком, стремившимся пленить людей ради экспериментов. Однако позже он стал героем и появился в серии комиксов «Аннигиляция: Завоевание» 2006 года. В 2008 году присоединился к команде Стражей Галактики. Внешность Грута достаточно своеобразна, он выглядит как дерево с многочисленными ветвями.

## История публикации
Впервые Грут появился в серии «Tales to Astonish» #13, в ноябре 1960 года. Спустя 16 лет он встречается в комиксе «Невероятный Халк» #5 (ноябрь, 1976 год) как один из монстров серии «Tales to Astonish». Через 21 год он приснился в кошмаре Питеру Паркеру в комиксе «The Sensational Spider-Man» (июль, 1997 год).
В 2006 году появляется в серии из шести выпусков «Ревущая команда Ника Фьюри» и «Аннигиляция: Завоевание», а также ограниченной серии «Аннигиляция: Завоевание — Стар-Лорд». Позже вступает в команду Стражей Галактики, за которой следует серия комиксов. Также появился в комиксе «Императив Таноса» и вместе с Енотом Ракетой в «Уничтожителях».
Вместе с другими членами команды Стражей Галактики появился в серии комиксов «Мстители, общий сбор!», созданной для фанатов фильма «Мстители». Появился в серии «Стражи Галактики: Том 3» как часть перезапуска Marvel NOW!.

## Биография
Грут — внеземное существо, которое прилетело на Землю со стремлением захватить людей для экспериментов, но было уничтожено термитами Лесли Эванса. Ксемну (Xemnu) сделал дубликат Грута, чтобы бороться с Халком, но тот уничтожил дубликат.
Позже Грут был захвачен организацией Щ.И.Т. и устроен в Ревущую команду Ника Фьюри.
Грут был участником «Аннигиляции», и, скорее всего, последним из своей расы (как и могучий герой во вселенной (его инопланетный родственник). Он пожертвовал собой, чтобы у его команды было время уйти, избежав боя, но выжил в виде ветки и регенерировал до обычного размера. Участвовал в нападении на Вавилонский Шпиль. Когда первоначальный план закладки взрывчатки в Шпиль не удался, Грут был вынужден прорасти внутри Шпиля до колоссальных размеров, тем самым заполняя большую часть здания. Мантис смогла создать сок, который сделал Грута огнеопасным, и тот, жертвуя собой, помог разрушить Вавилонской Шпиль. Очередную веточку сохранил Енот Ракета, и после того, как присоединился к команде Стражей Галактики, отдал ветку Мантис, и та смогла снова вырастить Грута.
Впоследствии Грут участвовал во всех миссиях Стражей Галактики, принимая на себя основную угрозу. Сыграл решающую роль в Войне королей, между расой Ши’ар и Крии, где в конце войны Чёрный Гром взорвал бомбу. В результате взрыва образовалось межпространственное отверстие. Первое существо, которое проникло через отверстие, было гигантским кальмаром, напавшим на город Аттилан. Грут придумал идею для оружия, которое сможет уничтожить существо. С помощью Максимуса, используя высоко продвинутую квантовую науку, он развил обратную связь, с помощью которой убил существо и закрыл отверстие.
После битвы он боролся с Магом, Олицетворением Жизни и агентом галактического правительства, в результате чего потерял руку. Рука быстро отросла. Затем он вместе со Стражами Галактики помог защитить Лунного дракона от Универсальной церкви Правды (У.Ц.П.). Вместе со Стражами, он также боролся с Таносом. Присутствовал при последней битве между Капитаном Марвелом и Таносом.
После распада Стражей Грут путешествовал вместе с Енотом Ракетой. Подавал заявление на должность няни ребёнка Люка Кейджа, но няней выбрали Девочку-белку.

## Силы и способности
Грут может поглощать древесину, чтобы восстанавливать свои силы и вырастать в размерах. Имеет возможность управлять деревьями. Также Грут имеет очень большую физическую силу.
Благодаря его древесной основе, он может регенерировать из небольшой части своего тела, но на этот процесс уходит большое количество времени. Несмотря на древесную основу обладает огнеупорностью. Зрелая форма разновидностей Грута прочна и тяжела, она делает его акустические органы жёсткими и негибкими.
Имеет благородную линию сока, является отростком элитного королевского дома. Грут получил выдающиеся образование от самого одарённого из наставников, он очень умён и имеет огромное схватывание квазиразмерной суперпозиционной разработки.
Максимус говорил, что когда Грут произносит свою единственную фразу «Я есть Грут!», она может означать что угодно. В сюжетной арке «Обратный отсчет бесконечности», когда Садовник вернул Груту нормальный размер, он смог говорить полными фразами, правда в третьем лице.

## Появление вне комиксов

### Мультсериалы
- Грут, озвученный Троем Бейкером, появляется в качестве члена Стражей Галактики в серии «Майкл Корвак» мультсериала «Мстители. Величайшие герои Земли».
- Майкл Кларк Дункан озвучил Грута в серии «Стражи Галактики» мультсериала «Совершенный Человек-паук».
- Грут появляется в серии «Стражи и Звёздные рыцари» мультсериала «Мстители, общий сбор!», где его озвучил Кевин Майкл Ричардсон.
- Грут, вновь озвученный Кевином Майклом Ричардсоном, является одним из главных героев мультсериала «Стражи Галактики» (2015—2019).
- Вин Дизель озвучил Грута в короткометражном мультсериале «Я есть Грут» 2022 года, являющегося часть кинематографической вселенной Marvel. Первый эпизод происходит между первым и вторым фильмами о Стражах Галактики, остальные непосредственно после второго.

### Кино
Вин Дизель озвучил Грута на 15 различных языках мира и послужил основой для лицевой анимации через технологию захвата движения в фильме «Стражи Галактики» 2014 года, являющегося частью кинематографической вселенной Marvel..
Грут появляется в фильмах «Стражи Галактики», «Стражи Галактики. Часть 2», «Мстители: Война бесконечности», «Мстители: Финал», «Тор: Любовь и гром», «Стражи Галактики: Праздничный спецвыпуск» и «Стражи Галактики. Часть 3»

### Видеоигры
- Marvel Heroes
- Lego Marvel Super Heroes
- Marvel: Avengers Alliance
- Disney Infinity
- Marvel: Puzzle Quest
- Marvel: Contest of Champions
- Marvel: Future Fight
- Lego Marvel Super Heroes 2
- Guardians of the Galaxy: The Telltale Series
- Marvel vs. Capcom: Infinite
- Fortnite: Battle Royale
- Guardians of the Galaxy (игра)
- Marvel Rivals